# Michele Cimarosa
Michele Cimarosa, pseudonimo Michele Cisco (Messina, 8 aprile 1926 – Messina, 15 febbraio 1993), è stato un attore italiano.

## Biografia
Fratello dell'attore Tano, Michele Cimarosa ha interpretato ruoli di caratterista in alcune pellicole del genere commedia all'italiana; è noto soprattutto per l'interpretazione del messicano nel film Lo chiamavano Trinità.... Un altro ruolo significativo è quello nel film Homo Eroticus, in cui interpreta il barbiere Tano, conterraneo del protagonista Lando Buzzanca. Altra interpretazione degna di nota di Cimarosa è quella in Il cav. Costante Nicosia demoniaco ovvero: Dracula in Brianza, anche in questo caso affiancando Lando Buzzanca.

## Filmografia
- La smania addosso, regia di Marcello Andrei (1963)
- Straziami ma di baci saziami, regia di Dino Risi (1968)
- La fratellanza (The Brotherhood), regia di Martin Ritt (1968)
- Ninì Tirabusciò, la donna che inventò la mossa , regia di Marcello Fondato (1970)
- Lo chiamavano Trinità..., regia di E.B. Clucher (1970)
- Homo Eroticus, regia di Marco Vicario (1971)
- Noi donne siamo fatte così, regia di Dino Risi (1971)
- In nome del popolo italiano, regia di Dino Risi (1971)
- Il caso Pisciotta, regia di Eriprando Visconti (1972)
- Il magnate, regia di Giovanni Grimaldi (1973)
- Bella, ricca, lieve difetto fisico, cerca anima gemella , regia di Nando Cicero (1973)
- Anche gli angeli mangiano fagioli, regia di E.B. Clucher (1973)
- Innocenza e turbamento, regia di Massimo Dallamano (1974)
- Il cav. Costante Nicosia demoniaco ovvero: Dracula in Brianza, regia di Lucio Fulci (1975)
- Uomini di parola, regia di Tano Cimarosa (1981)
- Faida, regia di Paolo Pecora (1988)